# Glenda Gonzalez Bassi
 (mars 2025).
Si vous disposez d'ouvrages ou d'articles de référence ou si vous connaissez des sites web de qualité traitant du thème abordé ici, merci de compléter l'article en donnant les références utiles à sa vérifiabilité et en les liant à la section « Notes et références ».
Glenda Gonzalez Bassi, née à Buin, au Chili, en 1968, est une personnalité politique suisse membre du Parti socialiste romand (PSR) et maire de la ville de Bienne (BE). Élue en 2020 au Conseil municipal de la ville de Bienne, elle est chargée de la Direction de la formation, de la culture et du sport entre 2021 et 2024.

## Biographie
Glenda Gonzalez Bassi est née à Buin, au Chili, en 1968.
Elle grandit au Chili mais quitte le pays en 1973 à l’âge de 5 ans avec sa famille, à la suite du coup d’État militaire de Pinochet contre le gouvernement socialiste de Salvador Allende. Ils s'installent en Suisse à Bienne (BE) dans le quartier de Mâche.

## Parcours politique
Réélue au conseil municipal et élue maire de Bienne en novembre 2024, elle assure cette fonction depuis le 1er janvier 2025. À ce titre, elle dirige les séances du Conseil municipal et assure la représentation de la Ville de Bienne à l’extérieur ainsi qu’auprès des milieux économiques.